# Rate mal mit Rosenthal
Rate mal mit Rosenthal war eine Quizshow des ZDF, moderiert von Hans Rosenthal. Zwischen 1979 und 1986 entstanden 85 Sendungen.

## Inhalt
Jeweils zwei zufällig aus dem Studiopublikum ausgewählte Kandidaten traten im wie ein Rummelplatz dekorierten Studio gegeneinander in drei Spielrunden an. In der ersten Runde drehten die Kandidaten jeweils fünfmal abwechselnd an einem Drehrad, hierdurch wurde die zu beantwortende Quizfrage ermittelt. Der Kandidat mit mehr erzielten Punkten konnte Sachpreise (Fernseher, Kaffeemaschine) gewinnen. Hierfür musste er mit wenigstens einem von drei Bällen eine Zielscheibe treffen. In der zweiten Runde traten vier Kandidaten an. Sie postierten sich auf dem im Studio stehenden Karussell, das sich zur Musik der Studioband zu drehen begann. Nach dem Zufallsprinzip blieb das Karussell stehen, der sich jeweils vorne befindende Kandidat musste eine Frage beantworten. Bei einer falschen Antwort schied der Kandidat aus. Das Spiel dauerte maximal vier Minuten, die verbleibenden Kandidaten konnten, wie in der ersten Runde, Sachpreise gewinnen. In der dritten Runde spielten wieder zwei Kandidaten gegeneinander. Rosenthal stellte eine Frage, und wer von den Kandidaten zuerst ein Signal (z. B. Hupe, Pfeife) gab, durfte die Frage beantworten. Für richtige Antworten gab es einen Punkt, die Punkte des Siegers wurden zunächst verdoppelt und dann mit der vom Kandidaten erdrehten Zahl vom Glücksrad multipliziert. Die Summe wurde als Geldpreis ausgezahlt.
Für die musikalische Liveuntermalung der Sendung sorgte Heinrich Riethmüller mit der Heinrich Riethmüller Rhythmusgruppe.
Assistentin im Studio war Monika Sundermann.

## Laufzeit
Die Sendung wurde zum ersten Mal von der Internationalen Funkausstellung Berlin 1979 gesendet. Zwischen 23. April 1980 und 29. Juli 1986 wurden 85 Folgen ausgestrahlt. Der Sendetermin wurde dabei mehrfach verschoben, neben Folgen an Mittwoch und Freitag wurde die Sendung zumeist an Dienstagen im Vorabendprogramm ausgestrahlt.
Ab Oktober 2011 wurde die Show auf ZDFkultur wiederholt.